# جوان صموئيل
جوان صموئيل (بالإنجليزية: Joanne Samuel)‏ هي ممثلة أسترالية، ولدت في 5 أغسطس 1957 بسيدني في أستراليا.

## أعمال

### أفلام
- (1979) ماد ماكس[3]
- (1981) ماد ماكس 2

## وصلات خارجية
- جوان صموئيل على موقع IMDb (الإنجليزية)
- جوان صموئيل على موقع ألو سيني (الفرنسية)
- جوان صموئيل على موقع أول موفي (الإنجليزية)
- جوان صموئيل على موقع قاعدة بيانات الأفلام السويدية (السويدية)
- جوان صموئيل على موقع قاعدة بيانات الفيلم (الإنجليزية)
- جوان صموئيل على موقع كينوبويسك (الروسية)